# Alan Paton Award
De Alan Paton Award is een vooraanstaande Zuid-Afrikaanse literatuurprijs.
De Alan Paton Award kent twee verschillende categorieën, waarvan de Nonfiction Award wordt uitgereikt sinds 1989 en de Fiction Award sinds 2001. De prijs wordt toegekend door The Sunday Times. De prijs is genoemd naar de Zuid-Afrikaanse schrijver Alan Paton.
Genomineerde werken moeten in het Engels geschreven zijn en afkomstig zijn van een Zuid-Afrikaan of een buitenlander die minstens drie jaar in Zuid-Afrika heeft gewoond. Bij vertalingen in het Engels wordt de prijs gedeeld tussen de auteur en de vertaler. De Brit Thomas Pakenham was in 1992 de eerste buitenlander die de prijs won.
De eerste Award was met een prijzengeld van 15.000 rand gedoteerd; de winnaar van 2007 ontving inmiddels 75.000 rand.

## Winnaars

### Nonfiction Award
- 1989: Marq De Villiers voor White Tribe Dreaming
- 1990: Jeff Peires voor The Dead Will Arise
- 1991: Albie Sachs voor Soft Vengeance of a Freedom Fighter
- 1992: Thomas Pakenham voor Scramble for Africa
- 1993: Tim Couzens voor Tramp Royal
- 1994: Breyten Breytenbach voor Return to Paradise
- 1995: Nelson Mandela voor Long Walk to Freedom
- 1996: Margaret McCord voor The Calling of Katie Makanya
- 1997: Charles van Onselen voor The Seed is Mine
- 1998: John Reader voor Africa: A Biography of a Continent
- 1999: gezamenlijk:

- Antjie Krog voor Country of My Skull
- Stephen Clingman voor Bram Fischer: Afrikaner Revolutionary

- 2000: Anthony Sampson voor Mandela: The Authorised Biography
- 2001: Henk van Woerden voor A Mouthful of Glass
- 2002: Jonathan Kaplan voor The Dressing Station
- 2003: Jonny Steinberg voor Midlands
- 2004: Pumla Gobodo-Madikizela voor A Human Being Died That Night
- 2005: Jonny Steinberg voor The Number
- 2006: gezamenlijk:

- Edwin Cameron voor Witness to AIDS
- Adam Levin voor AidSafari

- 2007: Ivan Vladislavić voor Portrait with Keys: The City of Johannesburg Unlocked
- 2008: Mark Gevisser voor Thabo Mbeki: The Dream Deferred
- 2009: Peter Harris voor In a Different Time
- 2010: Albie Sachs voor The Strange Alchemy of Life and Law
- 2011: Ronnie Kasrils voor The Unlikely Secret Agent
- 2012: Hugh Lewin voor Stones against the Mirror
- 2013: Redi Tlhabi voor Endings and Beginnings
- 2014: Max du Preez voor A Rumour of Spring: South Africa after 20 Years of Democracy
- 2015: Jacob Dlamini voor Askari: A Story of Collaboration and Betrayal in the Anti-Apartheid Struggle
- 2016: Pumla Dineo Gqola voor Rape: A South African Nightmare
- 2017: Greg Marinovich voor Murder at Small Koppie: The Real Story of the Marikana Massacre]

### Fiction Award
- 2001: Zakes Mda voor The Heart of Redness
- 2002: Ivan Vladislavić voor The Restless Supermarket
- 2003: André Brink voor The Other Side of Silence
- 2004: Rayda Jacobs voor Confessions of a Gambler
- 2005: Justin Cartwright voor The Promise of Happiness
- 2006: Andrew Brown voor Coldsleep Lullaby
- 2007: Marlene van Niekerk voor Agaat
- 2008: Ceridwen Dovey voor Blood Kin
- 2009: Anne Landsman voor The Rowing Lesson
- 2010: Imraan Coovadia voor High Low In-between
- 2011: Sifiso Mzobe voor Young Blood
- 2012: Michiel Heyns voor Lost Ground
- 2013: Karen Jayes voor For the Mercy of Water
- 2014: Claire Robertson voor The Spiral House

### Barry Ronge Fiction Prize
- 2001: Zakes Mda voor The Heart of Redness
- 2002: Ivan Vladislavic voor The Restless Supermarket
- 2003: André P Brink voor The Other Side of Silence
- 2004: Rayda Jacobs voor Confessions of a Gambler
- 2005: Justin Cartwright voor The Promise of Happiness
- 2006: Andrew Brown  voor Coldsleep Lullaby
- 2007: Marlene van Niekerk voor Agaat
- 2008: Ceridwen Dovey voor Blood Kin
- 2009: Anne Landsman voor The Rowing Lesson
- 2010: Imraan Coovadia voor High Low In-between
- 2011: Sifiso Mzobe voor Young Blood
- 2012: Michiel Heyns voor Lost Ground
- 2013: Karen Jayes voor For the Mercy of Water
- 2014: Claire Robertson voor The Spiral House
- 2015: Damon Galgut voor Arctic Summer
- 2016: Nkosinathi Sithole voor Hunger Eats a Man
- 2017: Zakes Mda voor Little Suns